# Gene Sarazen
Gene Sarazen (de son nom de naissance Eugène Saraceni), né le 27 février 1902 – mort le 13 mai 1999, fait partie des six golfeurs (avec Ben Hogan, Jack Nicklaus, Gary Player, Tiger Woods et Rory McIlroy) à avoir remporté tous les championnats majeurs au cours de sa carrière. Il a remporté le U.S. Open en 1922 et 1932, le PGA Championship en 1922, 1923 et 1933, le British Open en 1932 et le Masters en 1935.

## Biographie
Il est né à Harrison, État de New York et mort à Naples en Floride.
Il remporte 39 tournois de la PGA et est admis au World Golf Hall of Fame en 1974. Il est élu athlète masculin de l’année en 1932 par l’agence Associated Press et membre enregistré du World Golf Hall of Fame (1974) et remporte le premier Life Time Achievement Award du PGA Tour attribué en 1996.
Il fait partie de six équipes américaines de Ryder Cup en 1927, 1929, 1931, 1933, 1935 et 1937.
Il est l’inventeur du sand wedge moderne qu’il utilise pour la première fois au British Open à Prince’s Golf Club (qu’il remporte) en 1932. Il l’appelait le fer pour sable et son club original est toujours exposé au Prince’s Golf Club.
Sarazen frappe en 1935 un coup qui reste encore aujourd’hui dans les annales du golf comme un des plus fameux de l’histoire au cours du Masters de 1935. Lors du tour final, il frappe au moyen d’un bois 4 sur le 15e trou (un par 5), distant de 215 mètres, une balle qui finit sa course dans le trou ce qui lui vaut d’obtenir un albatros, performance extrêmement rare. Ce coup allait en outre contribuer à la victoire qu’il va remporter après un play-off disputé contre Craig Wood. Il se raconte qu’au moment où Sarazen réussit son Albatros, un chèque de USD 1 500, soit le prix attribué au vainqueur, avait déjà été libellé au nom de Craig Wood.
Durant de nombreuses années après sa retraite, Sarazen est un visage familier en tant que starter honoraire du Master. De 1981 à 1999, il accompagne Byron Nelson et Sam Snead pour donner un départ officiel avant chaque tournoi du Master. Il popularise également le jeu en tant que commentateur sur le show TV Wonderful World of Golf (Le monde merveilleux du golf).
En 1973, alors âgé de 71 ans, Sarazen réussit un trou-en-un lors de l’Open Championship.
En 1992, il reçoit le Bobby Jones Award, la plus haute distinction attribuée par l’Association de golf des États-Unis (United States Golf Association) en reconnaissance de sa sportivité.